# Bailliage de Vaulruz
XIVe s. – 1538
Entités suivantes :
- Bailliage de Vaulruz

1538–1798
Entités précédentes :
- Seigneurie de Vaulruz

La seigneurie de Vaulruz est une ancienne seigneurie située dans l'actuel canton de Fribourg. Elle est vendue en 1538 à Fribourg et devient le bailliage de Vaulruz.

## Histoire
La seigneurie de Vaulruz appartient aux Billens, puis aux Blonay et à Louis II de Vaud.

## Baillis
- 1538-1543 : François Gribolet[1]
- 1543-1548 : François de Cleri
- 1548-1551 : Ulrich Studer
- 1551-1556 : Jean Zumbrunnen
- 1556-1561 : Adam Mertz
- 1561-1566 : Jean Wild
- 1566-1571 : Lienhart Zurthannen
- 1571-1576 : Jean Fégeli (l'ancien)
- 1576-1581 : Jean Python
- 1581-1586 : Pierre Reynault
- 1586-1591 : Jacques Kessler
- 1591-1596 : Christophe Ligritz
- 1596-1601 : Jacques Heimo
- 1601-1606 : Pierre Odet
- 1606-1611 : Jacques Stutz
- 1611-1616 : Humbert Brassa
- 1616-1621 : Jacques Ratzé
- 1621-1626 : Jean Brodard
- 1626-1629 : Pierre de Montenach
- 1629-1634 : Jean Bourgknecht
- 1634-1639 : Antoine Alex
- 1639-1644 : Nicolas Gasser
- 1644-1647 : Nicolas-Bartholomé Lari
- 1647-1652 : Georges-Antoine Werli
- 1652-1657 : Ignace de Montenach
- 1657-1662 : Nicolas Burcki
- 1662-1667 : François-Charles de Praroman
- 1667-1672 : François-Pierre Gasser
- 1672-1677 : Jacques Python
- 1677-1682 : Nicolas Raemy
- 1682-1687 : François-Joseph Zurthannen
- 1687-1689 : Béat-Louis de Praroman
- 1689-1696 : Jacques Python
- 1696-1701 : Jean-Jacques Buman